# Ford Capri
La Ford Capri è un'automobile di tipo coupé prodotta dalla filiale europea della casa automobilistica statunitense Ford, in tre serie, dal 1969 al 1986.

## Prima serie (1969-1974)
Riprendendo la denominazione da un fortunato e lussuoso modello Lincoln dei primi anni cinquanta e dalla versione coupé della Consul Classic (risalente ai primi anni sessanta), la presentazione della Capri fu preceduta da un forte battage pubblicitario sulla stampa internazionale. All'apertura del Salone dell'automobile di Bruxelles, il 15 gennaio 1969, gli organizzatori, il pubblico e la stampa constatarono l'assenza della novità più attesa del salone. Al centro dello stand allestito dalla Ford, una sorta di catafalco realizzato per l'esposizione del modello rimase vuoto fino al successivo 24 gennaio, quando finalmente la "Capri" venne posizionata per gli ultimi tre giorni della kermesse belga.
Dopo quasi dieci anni di studi e prototipi da parte delle due filiali europee Ford, quella tedesca e quella britannica, nel 1965 prevalse la proposta del centro stile di Dagenham; un progetto particolarmente ambizioso per la Ford europea che intendeva ripercorrere il successo internazionale ottenuto con la "Escort". La Capri veniva costruita nelle fabbriche del Nord Europa situate in Germania, Belgio e Inghilterra e, a fronte della stessa carrozzeria esterna, veniva proposto con motorizzazioni diverse a seconda dei mercati di destinazione.
Le cilindrate dei motori variavano dai 1.300 ai 1.700 cm³ per quelle prodotte in Germania, dai 1.300 ai 1.600 cm³ per quelle anglosassoni. Alle versioni normali era affiancata anche una versione maggiormente sportiva equipaggiata da un motore a V da 2.000 cm³. Una versione mossa dal 1600 Twin Cam montato sulla Escort, sebbene annunciata, con alcuni esemplari di pre-serie già realizzati, venne abbandonata all'ultimo istante prima della presentazione ufficiale della gamma.
Già nel corso del primo anno di produzione sul mercato britannico venne introdotto anche un motore da 3.000 cm³ e 138 CV e su quello tedesco uno da 2.300 cm³ e 125 CV dotato di doppio carburatore.
L'anno successivo, il 1970, segnò il debutto di questo modello anche su altri mercati quali il Sudafrica, l'Australia e il Nordamerica, dotato unicamente di un motore di 1.600 cm³, sostituito dal fratello maggiore da 2.000 nell'anno seguente.

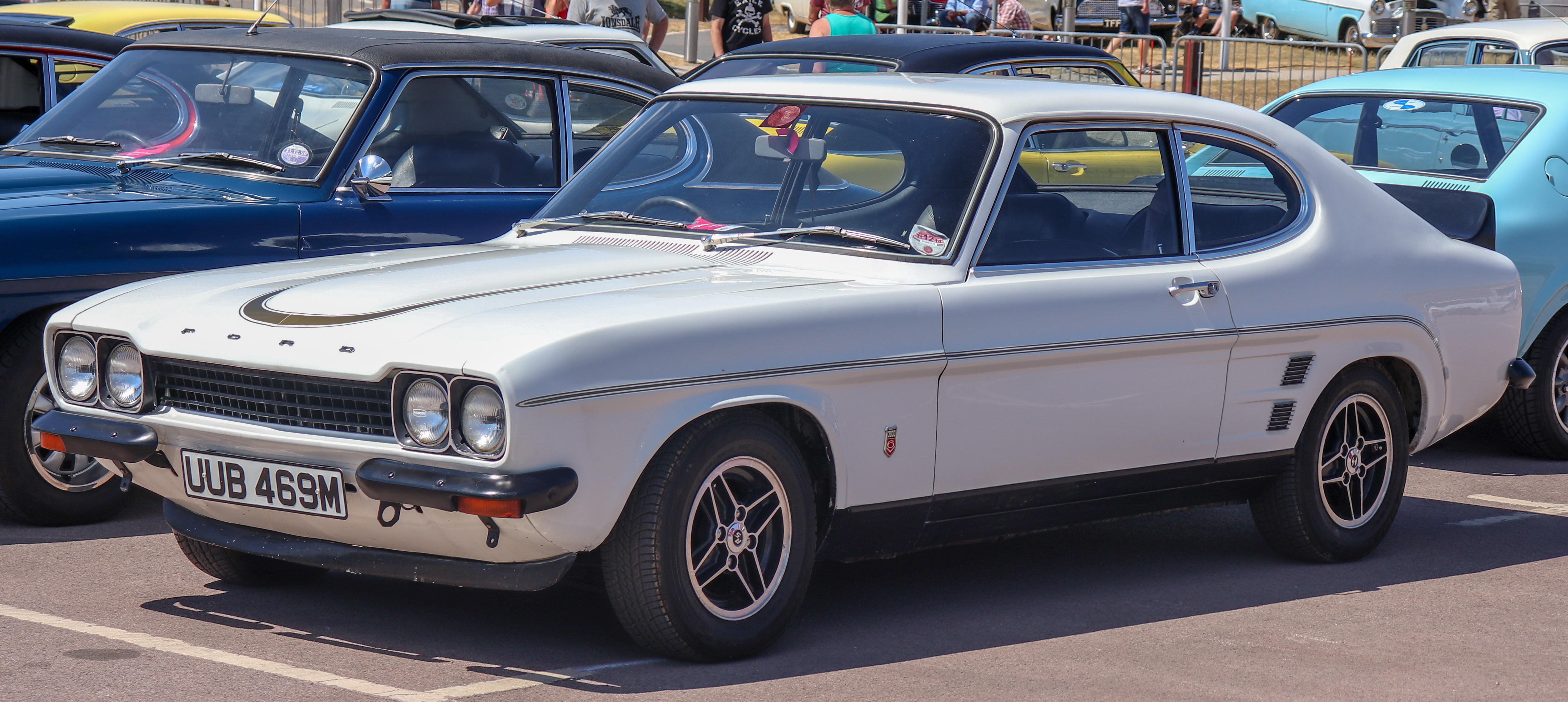
Capri RS 3100

L'evoluzione successiva, nel 1971, vide anche la presentazione della versione RS2600, fornita di un V6 di 2637 cm³ capace di 150 CV per 210 km/h di velocità massima,grazie alla sostituzione dei carburatori con l'iniezione Kugelfischer: da questa evoluzione venne tratta la versione destinata alle competizioni automobilistiche categoria Turismo. Tutta la gamma ebbe varie modifiche,sia meccaniche,come l'arrivo di motorizzazioni unificate Europa continentale-Gran Bretagna, come nell'anno precedente per Taunus e Cortina, sia di allestimento, la più evidente delle quali consisteva nei nuovi fanalini posteriori, più grandi.

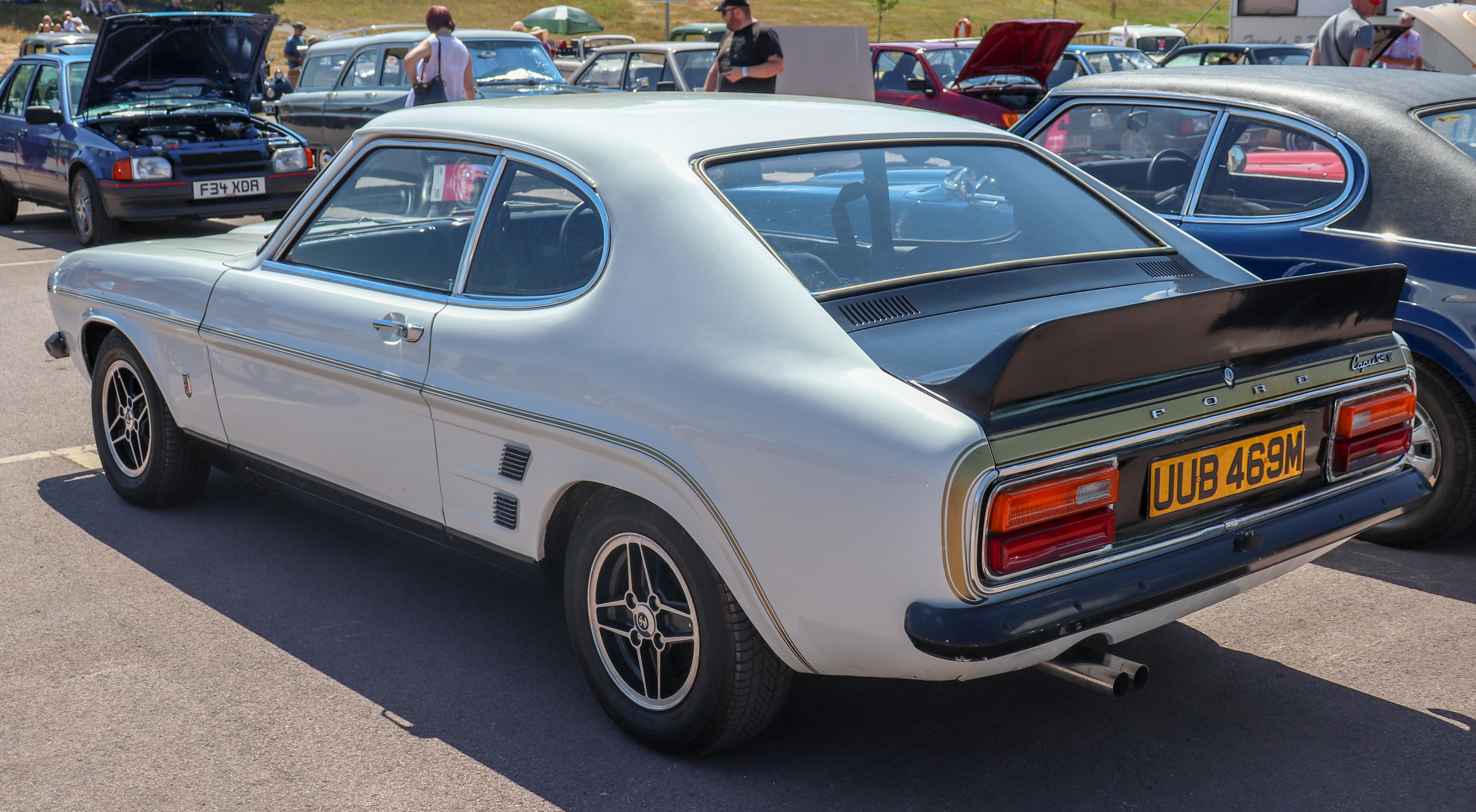
Retro RS 3100 con alettone

Interessante fu l'opzione "Superprestazioni", introdotta sul mercato italiano nell'autunno 1972, capace di assicurare ai modelli con motore 1.300 cm³ introdotto l'anno precedente, una velocità massima di 167 chilometri orari contro i 148 originari, senza problemi per gli organi meccanici, nonostante le caratteristiche tranquille della versione di serie.
Dopo ulteriori modifiche nella gamma dei motori, ripresentati nuovamente a carburatori anche per le maggiori cilindrate, tirando le somme delle vendite si può affermare che il modello ebbe un notevole successo commerciale, con l'uscita dalle catene di montaggio nell'agosto 1973 del primo milionesimo esemplare.

## Seconda serie (1974-1977)
Nel 1974 debuttò una versione dotata di carrozzeria totalmente ridisegnata, denominata Capri II.
Molto più pratica (grazie al portellone posteriore), la nuova Capri aveva linee assai più semplici e meno aggressive rispetto alla serie precedente. Anche gli interni erano nuovi, mentre la meccanica rimaneva quella dell'ultima evoluzione della prima serie, a parte l'adozione di freni a disco maggiorati.
I motori, ripresi dalla gamma Taunus e Granada, erano 4 o 6 cilindri (tutti con distribuzione monoalbero), con cilindrate comprese tra 1,3 e 3 litri, tutti dotati di alternatore.
L'ampia gamma di allestimenti disponibili (L, GL, S e Ghia) e l'estesa offerta di motorizzazioni costituivano uno dei punti di forza della Capri II. La gamma per l'Italia includeva le versioni 1.3 L (1.297 cm³, 60 CV), 1.3 GT (versione solo per l'Italia, stesso propulsore della L di pari cilindrata, ma con una potenza di 72 CV), 1.6 L (1.593 cm³, 72 CV) 1.6 Ghia (1.593 cm³, 88 CV), 1.6 S (1.593 cm³, 88 CV), 2.0 S (1.993 cm³, 98 CV) e 3.0 V6 Ghia (2.994 cm³, 138 CV). Su richiesta era disponibile anche la versione 2.3 V6 Ghia (2.293 cm³, 108 CV).
La crisi petrolifera seguita alla guerra del Kippur (autunno 1973), che aveva cambiato radicalmente il modo di pensare della società europea (le coupé, da autovetture "alla moda", erano divenute simbolo di spreco e ostentazione fuori luogo), e la minor piacevolezza della linea non consentirono alla Capri II di ottenere il successo della prima serie. Come quest'ultima, la seconda serie venne venduta, fino al 1976, anche negli Stati Uniti, sotto il marchio della controllata Mercury.

## Terza serie (1977-1986)

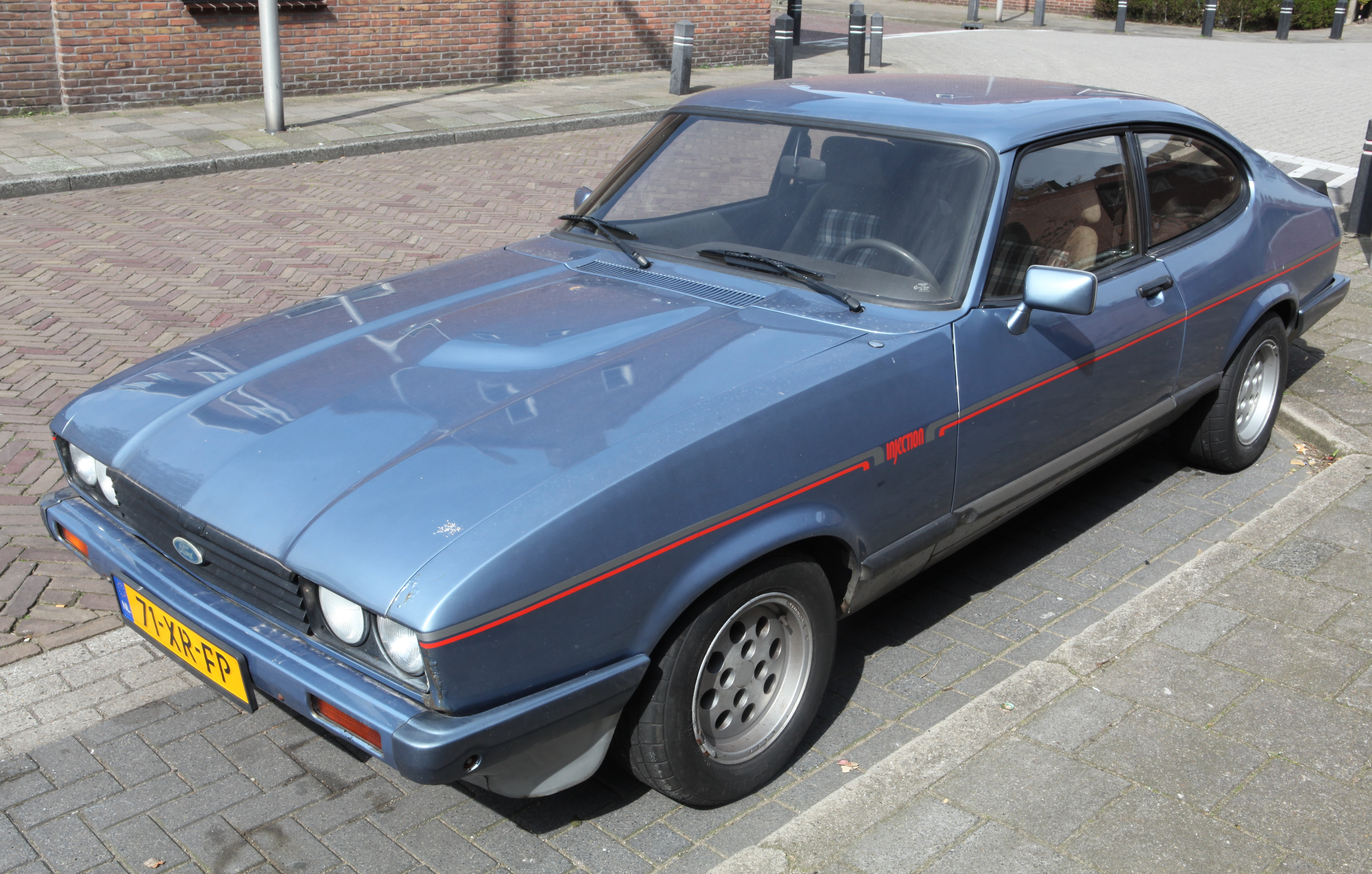
La Ford Capri 2.8 Injection

Il nome del progetto della Capri Mk3 fu "Project Carla". Il concept consistette in una Capri MkII, con un frontale simile alla Escort RS del periodo, e venne presentato nel 1976 al Salone di Ginevra. La terza versione della Capri introdusse un'aerodinamica migliorata, prestazioni incrementate (assieme a una riduzione dei consumi) e diversi cambiamenti estetici.
Al lancio, le combinazioni motore-trasmissione della Capri II vennero eliminate e il 3.0l S venne considerato il motore più desiderabile, abbinato a un cambio automatico nelle versioni Ghia.
La Ford iniziò a concentrarsi sul mercato inglese appena le vendite calarono, in quanto la Capri era un vero e proprio culto in Inghilterra. Venne così introdotto nel 1979 l'"X Pack" per le versioni sportive, con potenza fino a 175 CV per il 3.0 V6. Questi interventi, anche se costosi e dalle vendite lente, fecero sì che la stampa parlasse entusiasticamente della Capri e delle sue prestazioni.
Nel 1981, il 3.0 V6 venne pensionato, mentre un nuovo motore sportivo, il 2.8 Injection V6, venne presentato al Salone di Ginevra dello stesso anno. Come indicato dal nome stesso, il motore era caratterizzato dall'iniezione elettronica e aveva una potenza di 160 CV che garantiva una velocità massima di 210 km/h, anche se la trasmissione era ancora a quattro rapporti. La Capri 2.8 Injection portò nuova linfa alla gamma e permise al modello di rimanere in produzione per ben 3 anni in più rispetto a quanto programmato dalla Ford. Il cambio a quattro marce venne poi rimpiazzato da un'unità a 5 rapporti. Un altro aggiornamento sostanziale venne effettuato nel 1984 con la Capri Injection Special e comprendeva sedili per metà in pelle e un differenziale a slittamento limitato. Esternamente, la vettura si poteva distinguere grazie ai cerchioni sportivi a sette razze e al frontale in tinta con la carrozzeria anziché nero.
Anche se la Capri non faceva più parte di alcuna competizione sportiva, Ford of Germany sviluppò nel 1982 un'edizione limitata, solo con guida a sinistra, dotata di turbo e di 190 CV con una velocità massima di 220 km/h. Esteticamente fu molto aggressiva grazie al bodykit, mentre il motore e i cerchioni riportarono il simbolo "RS".

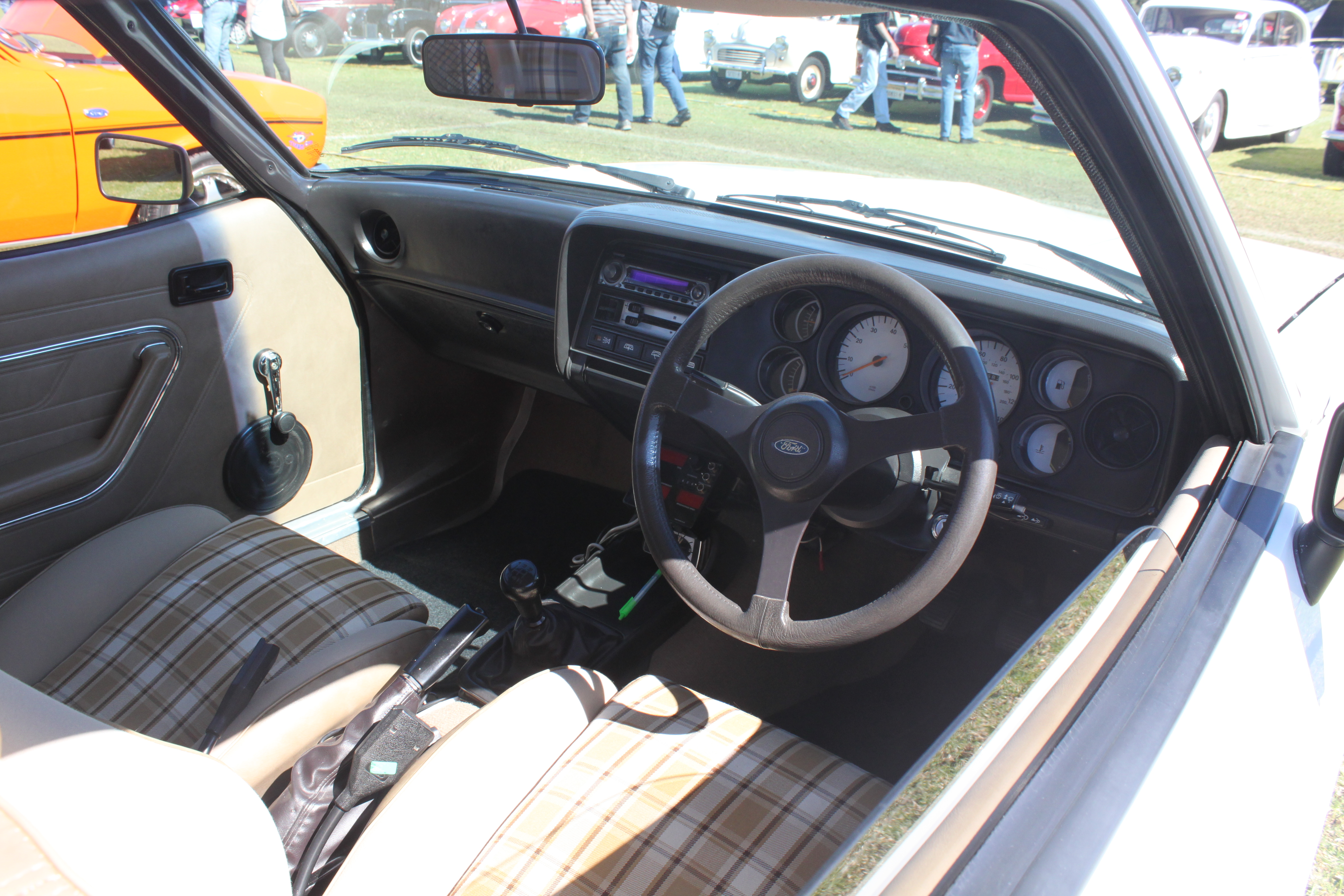
Posto guida di una Ford Capri Mk3 3.0S del 1980

Un'altra versione speciale, la Tickford Capri, utilizzò il 2.8 Injection potenziato a 206 CV (al contrario della versione RS che montava un motore a carburatore derivato dalla Granada). Questa edizione speciale era molto lussuosa grazie agli interni completamente in pelle e alla moquette Wilton. Esteriormente possedeva un largo alettone posteriore, griglia anteriore colorata e un bodykit disegnato da Simon Saunders, il quale divenne in seguito designer alla KAT Designs e poi disegnatore della Ariel Atom. I freni posteriori erano a disco. Questo modello venne modificato a mano dagli operai della Tickford con tempi di 200 ore di lavoro per vettura. Uno dei problemi principali della Tickford Capri era il prezzo, circa il doppio di quello di una Capri Injection.
Dal novembre 1984, la Capri venne venduta solo in Gran Bretagna con guida a destra. Il 1.6 e il 2.0 vennero associati a un nuovo allestimento (Laser) con pomello del cambio e volante in pelle, finestrini elettrici, mascherina e specchietti retrovisori verniciati. L'ultima versione limitata era la Capri 280 prodotta in 280 esemplari con differenziale a slittamento limitato, interni Recaro completamente in pelle e cerchi a sette razze da 15". Vennero costruiti 1038 esemplari.
Quando l'ultima Capri venne costruita, il 19 dicembre 1986, venne calcolato che la produzione terminò con la fabbricazione di 1.886.647 esemplari tra le varie serie.

## Ford Capri Perana V8

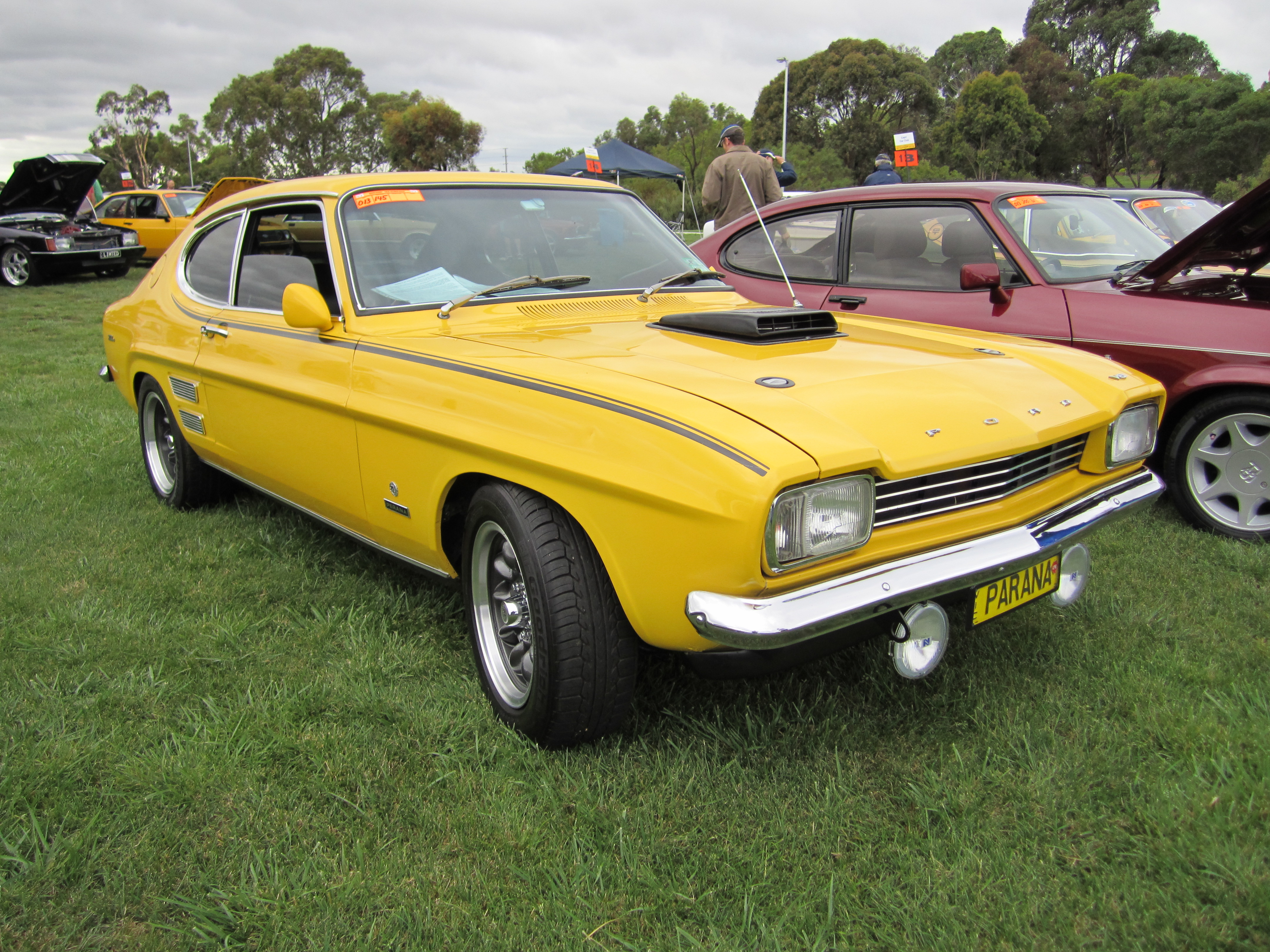
Ford Capri Perana

La Ford Capri Perana V8 è una muscle car commercializzata in Sudafrica dal 1970 al 1972.
A differenza del modello classico europeo, monta un 5 litri V8 derivato da quello della Mustang e dalla Fairlane ed opportunamente adattato dalla Basil Green Motors di Johannesburg.
In particolare, il propulsore ha subito una rivisitazione e la potenza è stata aumentata da 156 a 210 kW. L'albero motore è tutto nuovo e di costruzione australiana. Le valvole sono state rinforzate anche per supplire al peso lievemente maggiorato.
Il cambio è praticamente quello della Mustang a quattro rapporti mentre l'impianto sterzante sfrutta componenti studiati dalla Basil Green. L'asse posteriore è fornito dalla Borg-Warner ed è dotato di differenziale auto-bloccante.
I freni rispetto al modello di origine hanno pastiglie con composizione più dura per i dischi anteriori e l'elaborazione è stata applicata anche alle sospensioni che sono state ribassate di circa un pollice e mezzo.
Il radiatore ha dimensioni più grandi ed è di derivazione Basil, così come gli scarichi. Le prestazioni sono elevate: accelerazione da 0 a 100 km/h in 7 secondi e velocità massima che si aggira intorno ai 230 km/h. Valori abbastanza alti per l'epoca.